# Digital Audio Tape

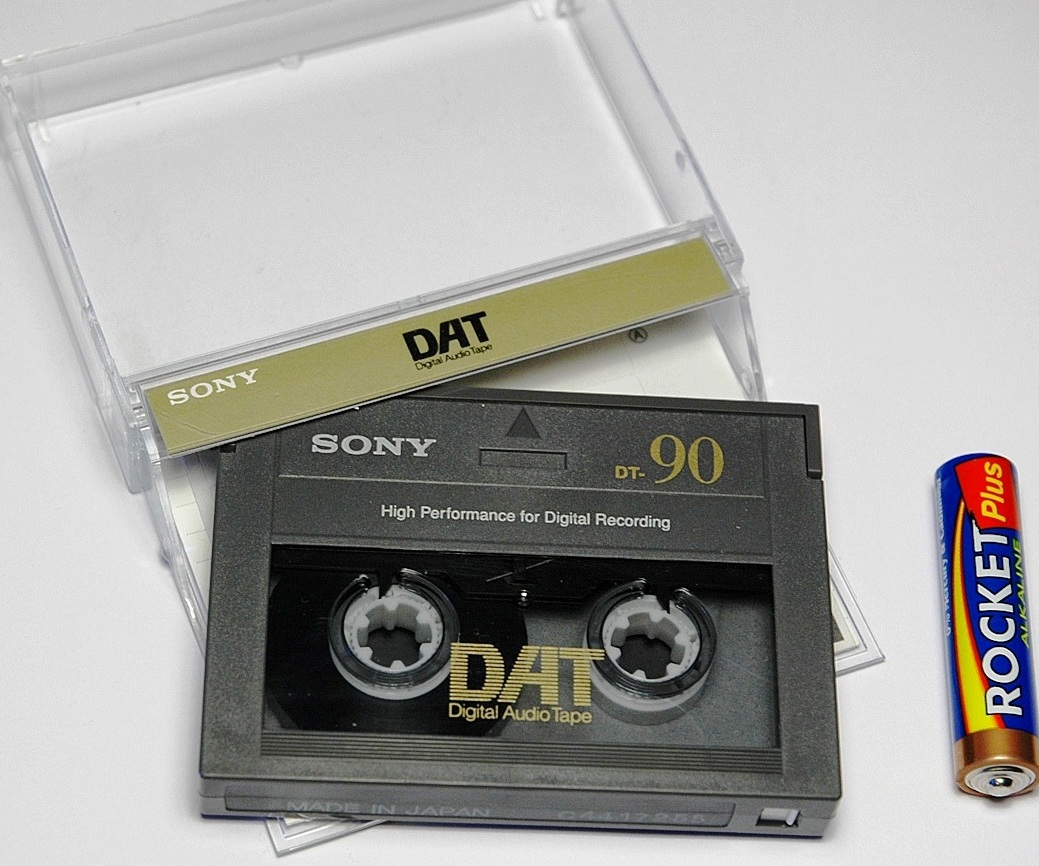
DAT kazeta (v porovnání s baterií R03 - AAA)

Digital Audio Tape (R-DAT) je formát zvukového záznamu na magnetický páskový nosič v kazetě. Jedná se o první domácí systém digitálního záznamu zvuku (na rozdíl od Minidisku, DCC nebo MP3 bez komprese dat). Byl vyvinutý firmou Sony a představený veřejnosti v roce 1987.

## Technický popis a parametry
Pro záznam se používá kazeta o rozměrech 73 x 54 x 10,5 mm s páskem z chemicky čistého železa o šířce 3,81 mm (shodná šířka jako u pásku v audiokazetě). Pásek je v magnetofonu vytažen z kazety a opásán kolem bubnu s rotujícími hlavami, které zaznamenávají signál do šikmých stop, podobně jako videorekordéry. Záznam je jednostranný (na rozdíl od klasické audiokazety není možné DAT kazetu otočit a nahrávat z druhé strany).
Parametry záznamu:
- Rychlost posuvu: 8,15 mm/s (SP), 4,075 mm/s (LP), 16,3 mm/s (HR,HS)
- Rychlost otáčení bubnu s hlavami: 2000 rpm (SP), 1000 rpm (LP), 4000 rpm (HR,HS)
- Šířka stopy: 13,6 um (SP), 20,4 um (LP)
- Vzorkovací frekvence: 48 kHz (později přibyly i 44,1 kHz resp. 32 kHz pro přímý digitální záznam z CD, resp. pro DSR a SAT rozhlas či digitální záznam v LP režimu) a nakonec i 96 kHz (HS)
- A/D převod: 16bitový lineární (SP), resp. 12bitový nelineární (LP), 24bitový lineární (HR)
- Protichybová ochrana pro zápis dat: Dvojitě kódovaný Reed-Solomonův kód
- Kmitočtová charakteristika: 2 - 22 000 Hz (+/- 0,5 dB) (SP), resp. 2 - 14 500 Hz (LP) (+/- 0,5 dB), 5 - 44 000 Hz (+/- 0,5 dB), (HS)
- Odstup signál/šum: > 92 dB
- Dynamický rozsah: > 92 dB
- Zkreslení THD (1 kHz): < 0,005%

## Legislativní překážky a autorská práva
Systém R-DAT od prvopočátku doprovázely potíže s autorskými svazy, které se obávaly masového bezeztrátového kopírování (v té době novinkových) CD disků. Magnetofony proto musely být upraveny tak, aby nebyl možný přímý záznam hudebních CD digitální cestou. Toho se zprvu dosáhlo použitím jiného vzorkovacího kmitočtu (48 kHz), než u formátu CD. Později se výrobcům podařilo dohodnout s americkou organizací RIAA na možnosti používat u magnetofonů R-DAT i vzorkovací frekvenci 44,1 kHz, ale za cenu vestavění ochrany, která dovolí pořídit digitální kopii pouze první generace (SCMS). Systémem SCMS byly opatřeny i další digitální rekordéry (MiniDisc, DCC i CD rekordéry).

## Situace formátu R-DAT na trhu s hifi technikou
Magnetofony R-DAT dovolovaly ve své době pořídit nejkvalitnější záznam ze všech domácích audiorekordérů vůbec. Objevily se v nabídce i ostatních velkých výrobců spotřební elektroniky (Aiwa, Denon, Grundig, Samsung, JVC, Panasonic, Tascam, Onkyo, Technics, Pioneer...). Kromě stolních magnetofonů (tape-decky) byly v prodeji i přenosné přístroje (DAT Walkmany) nebo přehrávače do automobilů. Formát R-DAT se rovněž využíval k zálohování počítačových souborů (mechaniky R-DAT RAM se daly vestavět do PC podobně jako CD-ROM) Firma Sony vyráběla i tape-decky se čtyřmi hlavami, které umožňovaly příposlech signálu z pásku přímo během nahrávání (podobně jako tříhlavé klasické magnetofony). Většímu rozšíření R-DAT magnetofonů na trhu bránily obstrukce autorských svazů, dále vysoké ceny přístrojů, způsobené značnými náklady na vývoj, rozpouštěnými pouze do omezeného počtu vyrobených kusů a drahá mechanická část, která navíc neměla dlouhou životnost. Drahé byly i samotné DAT kazety. Výroba magnetofonů prakticky skončila v druhé polovině 90. let 20. století. DAT rekordéry se ovšem těšily poměrně velké oblibě v profesionální sféře - ve studiích rádiových stanic i produkčních nahrávacích studiích, kde se navíc při práci s vícestopými záznamy uplatňovala podobná technika ve formě DTRS a ADAT. Zřejmě poslední DAT rekordér byl Tascam DA45HR z roku 1999 s možností pořizovat záznam i ve formátu 24 bitů (HighRange) s odstupem od šumu > 105 dB. Kazety se stále dají sehnat ve specializovaných prodejnách.